# Aphthona sandrae
Aphthona sandrae is een keversoort uit de familie bladkevers (Chrysomelidae). De wetenschappelijke naam van de soort werd in 2002 gepubliceerd door Baselga & Novoa.